# Andornaktálya, Heves
Andornaktálya  este un sat în districtul Eger, județul Heves, Ungaria, având o populație de 2.808 locuitori (2011). 

## Demografie
Componența etnică a satului Andornaktálya
     Maghiari (97,52%)
     Germani (1,24%)
     Necunoscut (1,12%)
     Ruși (0,12%)
     Alții (1,12%)
Componența confesională a satului Andornaktálya
     Romano-catolici (49,96%)
     Fără religie (20,44%)
     Reformați (4,84%)
     Atei (1,32%)
     Necunoscută (23,11%)
     Alte religii (1,32%)
Conform recensământului din 2011, satul Andornaktálya avea 2.808 locuitori. Din punct de vedere etnic, majoritatea locuitorilor (97,52%) erau maghiari, cu o minoritate de germani (1,24%). Apartenența etnică nu este cunoscută în cazul a 1,12% din locuitori. Nu există o religie majoritară, locuitorii fiind romano-catolici (49,96%), persoane fără religie (20,44%), reformați (4,84%) și atei (1,32%). Pentru 23,11% din locuitori nu este cunoscută apartenența confesională.